# Gora Trëhsklonovaja
Gora Trëhsklonovaja (englische Transkription von russisch Гора Трёхсклоновая Gora Trjochsklonowaja, deutsch ‚Drei-Flanken-Berg‘) ist ein Nunatak im ostantarktischen Mac-Robertson-Land. Er ragt östlich des Dolinny-Gletschers und nordöstlich des Manning-Gletschers auf dem Mawson Escarpment auf.
Russische Wissenschaftler benannten ihn deskriptiv.